# 國民議會 (法國)

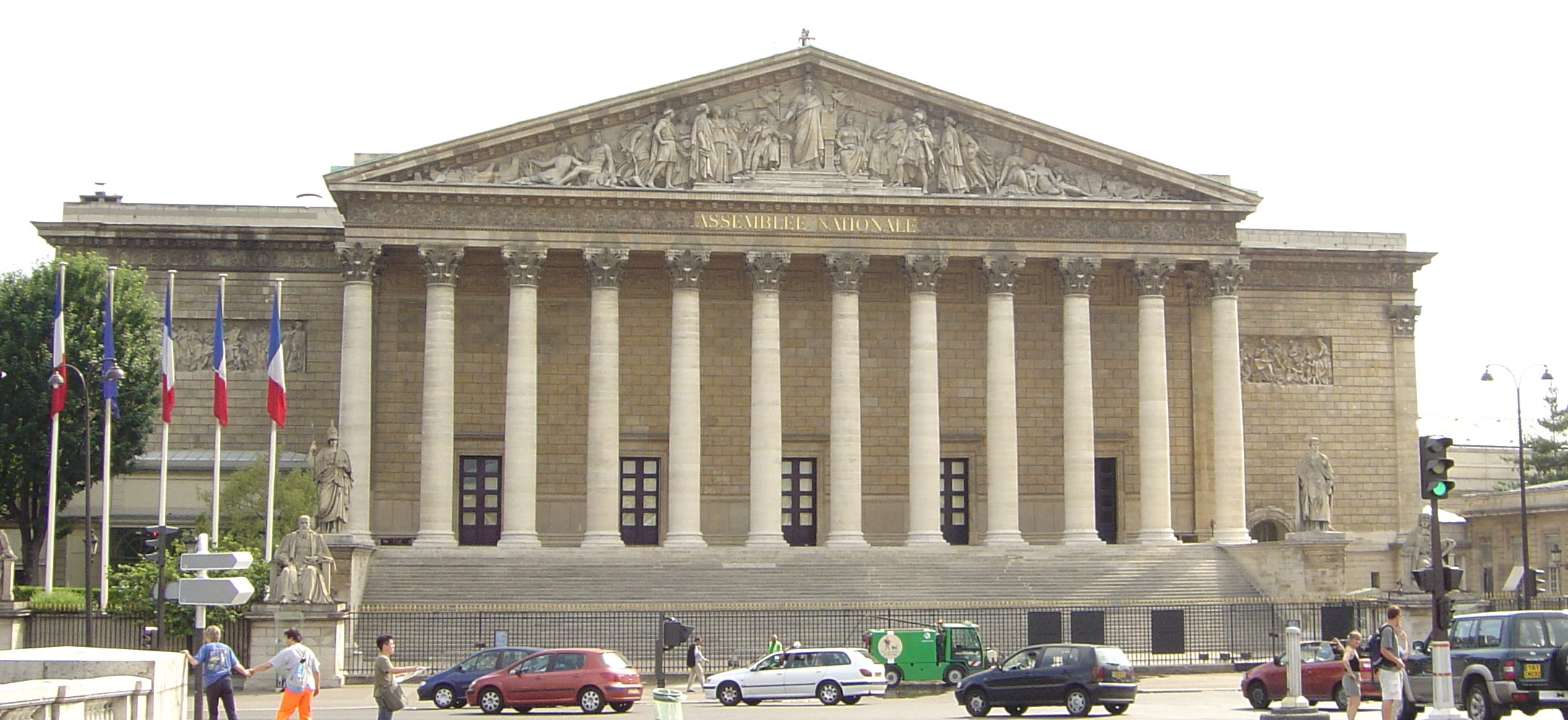
波旁宮，國民議會所在地

國民議會（法語：Assemblée nationale）是法国议会的下議院，位于巴黎塞納河畔的波旁宮。根據法蘭西第五共和國憲法，國民議會與参议院（上议院）共同組成法国议会。但這一名稱在第四共和国时期即已存在。其成員被稱為“議員”（députés），目前共有577個議席。每名議員代表單一的選區，由民眾通過兩輪投票直接普選產生，任期5年。國民議會的主要職責是立法討論和表決。法國總統有權解散國民議會。總理由總統委任，並經國民議會多數信任投票。

## 国民议会的权力
法国国民议会的主要职权可概括为两大方面：一是与参议院共同行使立法权，二是对法國政府行使监督。
根据法國宪法规定，除经宪法规定的特殊程序——即政府对某项法律草案提起责任担保，和以全民公决途径(voie référendaire)通过某项法律草案的情形之外，“所有法律须经议会通过”；“所有法律草案或法律提案都须依次由议会两院进行审议，以求通过同一文本”。按宪法规定，“总理和议会议员都有立法倡议权”；在传统上，由政府提出的议案称为“法律草案(projet de loi)”，而由议员提出的议案叫“法律提案(proposition de loi)”；
法国议会通过的法律中，有15%由议员动议。根据正常立法程序，一项法律草案或法律提案先由议会委员会审议，然后再先后交由两院审议通过，直至国民议会和参议院通过的文本完全一致；两院对法律文本的审议叫“宣读”(lecture)，而文本在两院之间的来回往返称为“穿梭”(navette)。经过两度“穿梭”之后，政府可要求两院达成一项妥协文本；如两院之间依然达不成一致文本时，政府可要求国民议会作出最终决定。法国议会每年通过近一百部法律及其修正案。法律经议会最终通过后，须由共和国总统颁布，并在《政府公告报》(Journal officiel)上公布。
国民议会通过多种形式行使对政府的监督职能。首先是对政府的质询机制；质询可分口头和书面两种形式。每星期二与星期三下午，为国民议会规定的对部长进行口头质询的时间，议员可在此时对政府进行质询提问，由政府相关部长解答议员的问题，其全过程都由议会电视台和法国电视三台进行现场直播。其次，国民议会议员可通过政府的各种“声明”了解政府的政策动向。而监督检查则通过国民议会的各常设委员会进行；常设委员会有权对它认为有必要听取意见的任何人进行听证，并在两院议员工作署及国民议会专门工作委员会或评估与监督工作委员会内部设立咨情委员会；国民议会还可以设立调查委员会。
除此之外，根据宪法第20条规定：由总统任命的政府须“对议会负责”；而事实上，政府在政治上只对国民议会负责，因为在议会两院中，唯有国民议会才能对政府进行责任追究，也即可以通过对政府提出不信任案(motion de censure)弹劾政府。

## 历次选举
2012年－2017年的法国国会，在577席中，社會黨領導的中間偏左聯盟取得331席，共和党領導的中間偏右聯盟取得229席。極右派民族陣線取得2席。
在2017年法国立法選舉中，新政黨共和国前進党領導的中間派聯盟取得350席。共和党領導的中間偏右聯盟保住第二大聯盟地位，但議席下跌至136席。社會黨領導的中間偏左聯盟議席急跌至45席。極左派不屈法國和極右派國民陣線各自取得17席和8席。

## 制度

### 议席分布
國民議會總共577席，法國本土539席、海外大區和屬地27席、海外僑民11席，
11席僑民根據選區編號區域如下：
- 海外選區

1. 美國、加拿大
2. 拉丁美洲
3. 英國、愛爾蘭、北歐
4. 荷蘭、比利時、盧森堡
5. 西班牙、葡萄牙、安道爾、摩納哥
6. 瑞士、列支敦士登
7. 德國到東歐（俄羅斯、烏克蘭、白俄羅斯、摩爾多瓦除外）
8. 南歐、土耳其、以色列、巴勒斯坦
9. 西非、利比亞
10. 中東、中部非洲、東部非洲、南部非洲
11. 東歐的俄羅斯、烏克蘭、白俄羅斯、摩爾多瓦、伊朗，以及伊朗以東的亞洲、大洋洲

朝鮮、不丹、西撒哈拉等不屬於任何一個選區。

### 两轮选举制
國民議會每席次都是單一選區，若有候選人在第一輪過半就直接當選，否則將舉行第二輪投票。
- 第一轮：投票率25%以上，任何一人获得绝对多数票（50%），即可当选。
- 第二轮：若无人在第一轮中胜出，得票率在12.5%以上的候选人都可以进入第二轮对决，得票多者胜出。如果不到兩名候選人符合這些條件，則兩名最高候選人晉級第二輪。

每個候選人都會與替補人員一起登記，如果代理人成為部長（須辭去議員），他將在無法代表選區的情況下取代候選人原本的選區位置。

## 歷史
現行的國民議會是根據法蘭西第五共和國憲法在1958年10月4日成立，國民議會與参议院（上议院）共同組成法国议会。但國民議會這一名稱早在大革命和第四共和国时期即已存在，以體現傳承自大革命時代已成立的國民議會。
國民議會的成員被稱為“議員”（députés），目前共有577個議席。每名議員代表單一的選區，由民眾通過兩輪投票直接普選產生，任期5年。
國民議會的主要職責是立法討論和表決。總統有權提前解散國民議會重新選舉。總理由總統委任，並經國民議會多數信任投票。第五共和成立以來，吸取第三共和及第四共和的經驗，國民議會被限制行使倒閣權，每年最多只能行使一次，這使總理領導的內閣較為穩定。

## 現今議會

### 議會黨團
| 議會團體 | 議會團體 | 議會團體                                   | 席次 | 支持 | 總計 | 主席                                |
| -------- | -------- | ------------------------------------------ | ---- | ---- | ---- | ----------------------------------- |
|          | LREM     | 共和前進黨團                               | 303  | 2    | 305  | 理查德·费朗                         |
|          | LR       | 共和黨黨團                                 | 99   | 5    | 104  | 克里斯蒂安·雅各布                   |
|          | MoDem    | 民主運動黨團                               | 40   | 6    | 46   | Marc Fesneau                        |
|          | SOC      | 社會主義者黨團                             | 25   | 4    | 29   | Valérie Rabault                     |
|          | UAI      | 民主人士和独立人士联盟与无党籍人士联合党团 | 26   | 2    | 28   | Jean-Christophe Lagarde             |
|          | LT       | 自由与领土党团                             | 18   | 0    | 18   | Bertrand Pancher以及Philippe Vigier |
|          | FI       | 不屈法国党团                               | 17   | 0    | 17   | 让-吕克·梅朗雄                      |
|          | GDR      | 民主与共和左翼党团                         | 16   | 0    | 16   | André Chassaigne                    |
|          | NI       | Non-inscrits                               | –    | –    | 14   | –                                   |

## 外部連結
- （法文）官方網站（页面存档备份，存于）
- （法文）官方移动網站（页面存档备份，存于）